# Raymond Narlay
Paul Georges Emler, dit Raymond Narlay, est un acteur français né le 29 novembre 1882 dans le 5e arrondissement de Paris et mort le 18 août 1958 à Poitiers.

## Filmographie
- 1926 : L'Homme à l'Hispano de Julien Duvivier
- 1928 : Le Tourbillon de Paris de Julien Duvivier : l'auteur
- 1928 : La Passion de Jeanne d'Arc de Carl Dreyer : un juge
- 1929 : Les Nouveaux Messieurs de Jacques Feyder : le chef de cabinet
- 1929 : Monte Cristo de Henri Fescourt
- 1929 : Paris Girls de Henry Roussell
- 1929 : Ces dames aux chapeaux verts d'André Berthomieu
- 1930 : La Femme d'une nuit de Marcel L'Herbier
- 1930 : Barcarolle d'amour de Carl Froelich et Henry Roussel : le chef d'orchestre
- 1931 : La Prison en folie de Henry Wulschleger
- 1932 : Le Dernier Choc de Jacques de Baroncelli : Ménard
- 1932 : Mon ami Tim de Jack Forrester
- 1932 : Chair ardente de René Plaissetty : le père
- 1933 : Roger la honte de Gaston Roudès : le président des Assises
- 1934 : Vive la compagnie de Claude Moulins
- 1934 : Trois Balles dans la peau de Roger Lion : Raynal
- 1935 : Veille d'armes de Marcel L'Herbier
- 1936 : Exempt de service d'Andrew Brunelle
- 1937 : Un carnet de bal de Julien Duvivier
- 1943 : Donne-moi tes yeux de Sacha Guitry : le maître d'hôtel
- 1943 : Le Brigand gentilhomme d'Émile Couzinet : le grand chambellan

## Théâtre
- 1931 : Le Roi masqué de Jules Romains, mise en scène Louis Jouvet, Théâtre Pigalle
- 1933 : L'Envers vaut l'endroit d'Aimé Declercq, Théâtre du Marais, Bruxelles
- 1943 : Lorenzaccio d’Alfred de Musset, mise en scène Pierre-Jean Delbos
- 1947 : Le Crime de Lord Arthur Savile de Saint John Legh Clowes d'après Oscar Wilde, mise en scène Marcel Herrand, théâtre des Mathurins